# Іскра (футзальний клуб)
Іскра́ (рос. Искра) — аматорський жіночий російський футзальний клуб з міста Гусь-Хрустальний. Володар Кубка Росії з мікрофутзалу (2016)

## Історія

### Початок історії
Історія клубу почалася, коли гусевський тренер Валерій Лисов в школі № 4 Гусь-Хрустального набрав команду дівчаток. Пізніше колектив почав виступати в турнірах під егідою Федерації футзалу Росії. На цьому етапі кращими гравцями «Іскри» були Наталія Сальнікова і Катерина Круглова, які в 2013 році в складі збірної Росії стали бронзовими призерами чемпіонату світу з міні-футболу.
У 2014 році за кілька днів до початку Чемпіонату Росії в аварію потрапив беззмінний головний тренер «Іскри» Валерій Лисов. Команду як в.о. очолив Василь Протягов, який раніше працював з хлопчиками футбольного клубу «Грань». У чемпіонаті команда зайняла 4 місце.

### Сучасна історія
У 2015 році «Іскра» завоювала «срібло» Кубка Росії з футзалу, а разом з ним путівку в Кубок Європи з футзалу.
У 2016 році команда завоювала право виступати в Лізі Європи з мікрофутзалу. Однак обидва рази команда не знайшла грошей для поїздки в Європу.
У чемпіонаті Росії 2015 року з футзалу «Іскра» посіла останнє місце в своїй групі, програвши всі три матчі.
У грудні 2016 року «Іскра» завоювала Кубок Росії з мікрофутзалу, провівши весь турнір без поразок і в третій раз поспіль завоювала путівки в Єврокубки (Лігу Європи з мікрофутзалу).
У січні 2017 року до тренерській практиці, після майже трирічної перерви, пов'язаної з аварією і отриманою травмою, повернувся Валерій Лисов. У міні-футбольному «Кубку героїв бойового братерства» він очолив команду «Іскра-2», яка завоювала Кубок. Головним тренером «Іскри-1», що зайняла 3 місце, був Василь Протягов.